# Moramo
Moramo (en serbe cyrillique : Морамо, en français : Nous Devons) était une coalition politique de gauche écologiste en Serbie. Formé en janvier 2022, elle était composée des partis Ensemble et Front de la gauche verte. 

## Histoire

### Formation
Lors des manifestations écologistes serbes de 2021-2022, les différentes figures, associations et partis de gauche écologiste serbes commencent à nouer des liens. C'est à cette époque qu'émerge l'idée d'une coopération pour les élections législatives et présidentielle de 2022.
En novembre 2021, les organisations de gauche écologiste Ensemble pour la Serbie, Ne laisse pas tomber Belgrade, et Soulèvement écologique signent un accord de formation d'une liste commune pour les élections législatives. Le 19 janvier 2022, cet accord est officialisé par la formation d'une coalition politique réunissant les 3 organisations. La coalition est ensuite rejointe par les mouvements Assemblée de la Serbie libre, Plateforme civique Action, Solidarité et Choix pour notre municipalité.
La coalition reçoit le soutien de plusieurs partis européens dont l'allemand Die Linke, l'Alliance rouge-verte danoise et La gauche slovène.
Moramo candidate pour devenir membre du Parti vert européen.

### Élections législatives, présidentielle et municipales de 2022
La liste électorale de la coalition est menée par l'activiste écologiste Aleksandar Jovanović Ćuta (en), leader de Soulèvement écologique. Elle finit 5e en obtenant 4,7% des suffrages exprimés et 13 députés. Idéologiquement radicalement opposée au néolibéralisme conservateur du Parti progressiste serbe au pouvoir, les députés de Moramo rejoignent les bancs de l'opposition à la suite des élections.
L'activiste et biologiste membre de l'Assemblée de la Serbie libre Biljana Stojković (en) est nommée candidate de Moramo à l'élection présidentielle. Elle finit 6e et obtient 3,3% des suffrages.
Lors des élections municipales, Moramo obtient plus de 10 % des suffrages dans 11 municipalités. À Belgrade, la liste électorale de la coalition finit 3e avec 11,04 % des suffrages et obtient 13 des sièges de l'assemblée municipale.

### Formation de Ensemble et du Front de la gauche verte
En juin 2022, à la suite des élections, Ensemble pour la Serbie, Soulèvement écologique, Assemblée de la Serbie libre et Plateforme civique Action fusionnent pour ne former plus qu'un seul et même parti, Ensemble. Ensemble forme son propre groupe parlementaire à l'Assemblée Nationale. Le parti est ensuite rejoint en janvier 2023 par Solidarité,.
En juillet 2023, Ne laisse pas tomber Belgrade fusionne avec d'autres organisations de gauche écologiste, Choix pour notre municipalité, Masse critique, Initiative pour Požega, Initiative pour Lajkovac et Front local de Valjevo pour former le Front de la gauche verte (ZLF). Le ZLF forme alors son propre groupe parlementaire.

### Disparition de Moramo
À la suite des élections de 2022, les partis la composant s'étant divisés en deux groupes parlementaires, l'alliance électorale Moramo n'a plus réellement de raison d'exister et disparait de facto. En décembre 2022, Ćuta confirme dans une interview que Moramo n'existe plus.

## Idéologie
Les représentants de Moramo se réclament de la gauche écologiste. La coalition promeut en effet une politique écologiste soutenant la transition énergétique vers les énergies vertes et la protection de l’environnement contre les pollutions. La coalition soutient également une politique sociale fondée sur les principes de justice sociale, de solidarité, et de démocratie du travail. Elle soutient également les luttes sociales, l'investissement dans les services publics d'éducation et de santé et la lutte contre les inégalités,.
Du point de vue institutionnel, Moramo promeut l'établissement d'une démocratie plus décentralisée, participative et directe. Moramo se présente d'autre part en défenseur des droits humains, notamment ceux des minorités subissant des oppressions. En matière de politique internationale, Moramo soutient une politique davantage tournée vers l'Occident, par son soutien à l'accession de la Serbie à l'Union Européenne mais aussi aux sanctions contre la Russie pour son invasion de l'Ukraine,.

## Composition
| Partis membre | Partis membre            | Fusion de | Assemblée nationale | Assemblée municipale de Belgrade |
| ------------- | ------------------------ | --- | ------------------- | -------------------------------- |
|               | Ensemble                 | Ensemble pour la Serbie Soulèvement écologique Assemblée de la Serbie libre Plateforme civique Action Solidarité                                  | 8 / 250             | 3 / 110                          |
|               | Front de la gauche verte | Ne laisse pas tomber Belgrade Choix pour notre municipalité Masse critique Initiative pour Požega Initiative pour Lajkovac Front local de Valjevo | 5 / 250             | 10 / 110                         |

## Résultats électoraux

### Élections législatives
| Année | Tête de liste                  | Voix    | %    | Sièges   | Gouvernement |
| ----- | ------------------------------ | ------- | ---- | -------- | ------------ |
| 2022  | Aleksandar Jovanović Ćuta (en) | 178 733 | 4,70 | 13 / 250 | Opposition   |

### Élection présidentielle
| Année | Candidate              | Voix    | %    | Statut               |
| ----- | ---------------------- | ------- | ---- | -------------------- |
| 2022  | Biljana Stojković (en) | 122 378 | 3,30 | Éliminée au 1er tour |

### Élections municipales de Belgrade
| Année | Tête de liste            | Voix   | %     | Sièges   | Gouvernement |
| ----- | ------------------------ | ------ | ----- | -------- | ------------ |
| 2022  | Dobrica Veselinović (en) | 99 078 | 11,04 | 13 / 110 | Opposition   |